# Nowa Wola (powiat radomski)
Nowa Wola – wieś w Polsce położona w województwie mazowieckim, w powiecie radomskim, w gminie Jedlińsk. Ma status sołectwa.
Wierni kościoła rzymskokatolickiego należą do parafii  Świętych Apostołów Piotra i Andrzeja w Jedlińsku.

## Przynależność administracyjna
W latach 1933–1954 należała wraz z kolonią Grodzisko i wsią Trąbki do jednostki pomocniczej gmin – gromady Grodzisko w gminie Błotnica, a w latach 1954-1961 wchodziła w skład nowo utworzonej gromady Zawady. 31 grudnia 1961 gromadę tę zniesiono, a obszar Nowej Woli włączono do gromady Bierwce. 1 stycznia 1973 miejscowość przyłączono do reaktywowanej gminy Jedlińsk (początkowo w granicach województwa kieleckiego, w latach 1975–1998 w województwie radomskim, zaś od 1999 w powiecie radomskim województwa mazowieckiego).

## Demografia
Według Narodowego Spisu Powszechnego 2011 liczba ludności w Urbanowie to 56, z czego 53,6% mieszkańców stanowią kobiety, a 46,4% to mężczyźni. Miejscowość zamieszkuje 0,4% mieszkańców gminy.
46,4% mieszkańców wsi jest w wieku produkcyjnym, 32,1% w wieku przedprodukcyjnym, a 21,4% w wieku poprodukcyjnym.
| Rok             | 1998 | 2002 | 2009 | 2011 |
| Liczba ludności | 60   | 61   | 63   | 56   |